# Рустамов, Руслан
Руслан Рустамов (род. 1978) — азербайджанский самбист и дзюдоист, чемпион (2007) и бронзовый призёр (2003) чемпионатов Азербайджана по дзюдо, серебряный призёр чемпионата Европы по самбо 2005 года в Москве, бронзовый призёр чемпионатов мира по самбо 2003 года в Санкт-Петербурге и 2004 года в Кишинёве. По самбо выступал во второй средней весовой категории (до 90 кг). Участвовал в чемпионатах Европы по самбо 2004 (Кунео) и 2007 годов (Правец), где оба раза занимал пятое место. Также был пятым на чемпионате мира по самбо 2006 года в Софии. Проживает в городе Мингечевир.

## Спортивные результаты
- Чемпионат Азербайджана по дзюдо 2003 года —  (до 90 кг);
- Чемпионат Азербайджана по дзюдо 2007 года —  (до 100 кг);